# Маленький Мук
«Маленький Мук» (нем. Der kleine Muck) или «История о маленьком Муке» (Die Geschichte des kleinen Mucks) — сказка знаменитого немецкого писателя Вильгельма Гауфа, входящая в «Альманах сказок на 1826 год для сыновей и дочерей знатных сословий»[de]. Она построена по принципу «рассказ в рассказе», а рассказывает её молодой купец Мулей как историю из своего детства. Сюжет основан на восточных сказках о талисманах (например, крымскотатарская сказка «Три талисмана»). По классификации Аарне-Томпсона этот сюжет относится к типу АТ 566 (Три волшебных предмета и волшебные фрукты).

## Сюжет

### Пролог
Мулей рассказывает свои воспоминания о детстве. Будучи ребёнком, он знакомится с карликом, чьё прозвище Маленький Мук, из города Никеи:

Дело в том, что в те времена Маленький Мук был уже старичок, ростом же не больше трёх-четырёх футов. Притом сложен он был весьма странно: на туловище его, маленьком и хрупком, сидела голова, размером куда объёмистее, чем у других людей.
Оригинальный текст (нем.)Der kleinen Muck nämlich war schon ein alter Geselle, als ich ihn kannte; doch war er nur drei bis vier Schuh hoch, dabei hatte er eine sonderbare Gestalt; denn sein Leib, so klein und zierlich er war, mußte einen Kopf tragen, viel größer und dicker als der Kopf anderer Leute.

Карлик жил совсем один в большом доме. На улицу он выходил раз в месяц, но соседи каждый вечер видели, как он разгуливает по крыше своего дома. Мулей и другие дети часто дразнили карлика, наступали ему на огромные туфли, дёргали за халатик и кричали вслед обидные стишки. Однажды рассказчик сильно обидел Мука, и тот пожаловался отцу Мулея. Последний был наказан, но зато узнал историю Маленького Мука.

### Воспоминания
Отец Маленького Мука, которого зовут по-настоящему Мукра, был у нас, в Никее, человеком почтенным, хоть и бедным. Он жил почти так же замкнуто, как нынче его сын. Сына этого он недолюбливал, стыдясь его малого роста, и не дал ему никакого образования.
Оригинальный текст (нем.)Der Vater des kleinen Mucks, der eigentlich Mukrah heißt, war ein angesehener, aber armer Mann hier in Nicea. Er lebte beinahe so einsiedlerisch als jetzt sein Sohn. Diesen konnte er nicht wohl leiden, weil er sich seiner Zwerggestalt schämte, und ließ ihn daher auch in Unwissenheit aufwachsen.

Когда Муку было 16 лет, его отец умер, а его дом и все вещи забрали те, кому задолжала семья. Родня выгнала Мука из дома и дала ему лишь одежду его отца. Он укоротил всё это и отправился искать своё счастье. Карлику было тяжело идти: ему являлись миражи, и его мучил голод. Уже через два дня он вошёл в какой-то город. Там он увидел старуху Агавци, которая зазывала всех желающих прийти поесть. К ней бежали только кошки и собаки, но и Маленький Мук пришёл тоже. Он поведал Агавци о том, что произошло с ним, и та предложила остаться у неё работать. Мук ухаживал за кошками и собаками, живущими у старухи.
Вскоре питомцы разбаловались и начинали громить дом в отсутствие хозяйки. Естественно, старуха верила своим любимцам, а не Муку. Однажды карлику удалось попасть в комнату Агавци, но там он разбил крышку одного из сосудов (тот, что из гранёного хрусталя). Мук решил бежать, прихватив из комнаты новые туфли (его старые уже совсем износились) и палочку с красиво вырезанной львиной головой — старуха всё равно не платила ему обещанного жалования. Туфли и палочка оказались волшебными:

Во сне ему явилась собачка, которая помогла ему добыть туфли в доме госпожи Агавци, и повела такую речь: «Милый Мук, ты ещё не научился обращаться с туфлями. Знай, что, надев их и трижды перевернувшись на каблуке, ты полетишь куда пожелаешь, а палочка поможет тебе находить клады, ибо там, где зарыто золото, она будет стучать оземь трижды, где серебро — дважды».
Оригинальный текст (нем.)Im Traum erschien ihm das Hundlein, welches ihm im Hause der Frau Ahavzi zu den Pantoffeln verholfen hatte, und sprach zu ihm: „Lieber Muck, du verstehst den Gebrauch der Pantoffeln noch nicht recht; wisse, daß wenn du dich in ihnen dreimal auf dem Absatz herumdrehst, so kannst du hinfliegen, wohin du nur willst, und mit dem Stöcklein kannst du Schätze finden; denn wo Gold vergraben ist, da wird es dreimal auf die Erde schlagen, bei Silber aber zweimal.“

Таким образом Мук добрался до ближайшего большого города и нанялся скороходом к местному королю. Сначала все его осмеяли, но после того, как он победил в состязании с первым скороходом в городе, стали уважать. Все придворные короля возненавидели карлика. Тот же хотел заполучить их любовь через деньги. С помощью палочки он нашёл клад и стал раздавать всем золотые монеты, но вскоре убедился, что деньгами истинные друзья не приобретаются.
Карлика обвинили в том, что он украл золото из королевской казны, и посадили в тюрьму. Чтобы избежать казни, Маленький Мук открыл королю тайну своих туфель и палочки. Он был освобождён, но у него отобрали волшебные вещи. Карлик ушёл из страны и нашёл два дерева со зрелыми фигами, хотя был ещё не сезон. От плодов одного дерева уши и нос удлинялись, а от плодов другого возвращались в прежнее состояние.
Мук переоделся и отправился обратно в город торговать плодами первого дерева. Главный королевский повар Аули был очень доволен своей покупкой, и все его хвалили. За королевским столом все отведали аппетитного десерта и оказались после этого с длинными ушами и носами. Ни один врач — ни городской, ни заезжий — не мог вернуть прежний внешний вид придворным и самому королю.
Тогда Маленький Мук переоделся в учёного и отправился обратно во дворец, где он излечил одного из принцев фигой со второго дерева. Король в надежде на поправку открыл Муку свою казну: тот мог брать что угодно. Карлик несколько раз обошёл казну, рассматривая богатства, но выбрал свои туфли и палочку. После этого он открылся королю, но не дал ему лечебных фиг, и тот навсегда остался уродом — такова была расплата за его вероломство.
Маленький Мук поселился в другом городе, где живёт и сейчас. Он одинок, так как не доверяет людям, но зато он стал очень мудрым.

### Эпилог
Мулей рассказал другим мальчикам о приключениях Маленького Мука, и теперь никто не смел оскорблять карлика. Напротив, мальчишки прониклись к нему уважением и низко кланялись ему при встрече.

## Экранизации
- 1921: Маленький Мук (режиссёр Уильям Прагер)
- 1938: Маленький Мук (режиссёр Ольга Ходатаева; мультфильм, СССР)
- 1944: Маленький Мук (режиссёр Франц Фидлер)
- 1953: Маленький Мук (режиссёр Вольфганг Стаудтэ; ГДР)
- 1971: Маленький Мук (режиссёр Отто Антон Эдер; телефильм, Австрия)
- 1975: Мук-скороход (режиссёр Натан Лернер; мультфильм, СССР)
- 1983: Приключения маленького Мука (режиссёр Елизавета Кимягарова; телефильм, СССР, Таджикфильм)